# اوهژیچیتسه
اوهریتشیتسه (به چکی: Uhřičice) یک منطقهٔ مسکونی در جمهوری چک است که در شهرستان پرژروف واقع شده‌است.
 اوهریتشیتسه ۹٫۲۵ کیلومتر مربع مساحت و ۶۰۲ نفر جمعیت دارد و ۱۹۸ متر بالاتر از سطح دریا واقع شده‌است.